# خاویر کامارا

خاویر کامارا (اسپانیایی: Javier Cámara‎؛ زادهٔ ۱۹ ژانویهٔ ۱۹۶۷) بازیگر و کارگردان اهل اسپانیا است.
او بازیگر فیلم‌های با او حرف بزن (۲۰۰۲)، تربیت بد (۲۰۰۴) و خیلی هیجان‌زده‌ام (۲۰۱۳) به کارگردانی پدرو آلمودوار بود و در مجموعهٔ تلویزیونی ۷ زندگی نیز هنرنمایی کرده‌است. وی همچنین ایفاگر نقش «کاردینال برناردو گوتیه‌رس» در سریال پاپ جوان و «گی‌یرمو پالوماری» (رئیس حسابداران کارتلِ کالی) در فصل سوم سریال نارکُس بود.

## اوایل زندگی
او در آلبدا دِ ایرگوا واقع در استان لاریوخای اسپانیا زاده شد و بعدها به مادرید نقش مکان کرد تا در «مدرسهٔ هنرهای دراماتیک» تحصیل کند. وی مدتی به‌عنوان خوش‌آمدگو و راهنمای صندلی در «سینما فیگارو» در مادرید کار می‌کرد.

## حرفه
نخستین اجرای تئاتر او بازی در نماش «شوالیهٔ اولمِدو» در سال ۱۹۹۱ بود. وی با بازی در سریال تلویزیونی ۷ زندگی به موفقیت چشمگیری دست یافت.

## جوایز
وی تا کنون نامزد دریافت ۲۲ جایزه گوناگون شده و ۱۲ بار نیز برنده شده‌است. از جمله، در سال ۲۰۱۳ و در «۲۸مین دورهٔ جوایز گویا»، برندهٔ جایزهٔ «بهترین بازیگر مرد» شد.

## گزیدهٔ نقش‌آفرینی‌ها

### سینما
- داستان‌های ناگفتنی (۲۰۲۲)
- در امتداد رودخانه به سمت درخت‌ها (۲۰۲۲)
- فراموش خواهیم شد (۲۰۲۰)
- همسایه طبقه بالا (۲۰۲۰)
- بمب‌هراس (۲۰۱۷)
- این به نفع خود شماست (۲۰۱۷)
- ملکه اسپانیا (۲۰۱۶)
- ترومن (۲۰۱۵)
- موج جنایت (۲۰۱۴)
- زندگی غیرمنتظره (۲۰۱۴)
- زندگی با چشمان بسته آسان است (۲۰۱۳)
- یک تپانچه در هر دست (۲۰۱۳)
- خیلی هیجان‌زده‌ام (۲۰۱۳)
- خرس‌ها چه فایده‌ای دارند؟ (۲۰۱۱)
- بگذار زشت‌ها بمیرند (۲۰۱۰)
- آفتابگردان‌های کور (۲۰۰۸)
- پیشنهاد سرآشپز (۲۰۰۸)
- برج سوسو (۲۰۰۷)
- پاریس، دوستت دارم (۲۰۰۶)
- آلاتریست (۲۰۰۶)
- زندگی پنهان کلمات (۲۰۰۵)
- دوران سخت (۲۰۰۵)
- تربیت بد (۲۰۰۴)
- امضاکنندگان ذیل (۲۰۰۳)
- تورِمولینوس ۷۳ (۲۰۰۳)
- با او حرف بزن (۲۰۰۲)
- لوسیا و سکس (۲۰۰۱)
- کوارتت هاوانا (۱۹۹۸)
- تورنته، مأمور خرفت قانون (۱۹۹۸)
- دل دیوانه (۱۹۹۷)

### تلویزیون
- پاپ جدید (۲۰۲۰)
- نارکوها (۲۰۱۷)
- پاپ جوان (۲۰۱۶)
- ۷ زندگی (۲۰۰۶–۱۹۹۹)